# Джеральдін Муді
Джеральдін Муді (до шлюбу Фіцгіббон, 31 жовтня 1854 — 4 жовтня 1945) — канадська піонерка фотографії, яка задокументувала у світлинах ранню історію Канади. Прославилась роботою з корінним населенням Північної Канади. Муді — одна з перших професійних жінок-фотографок у Канаді. Відкрила фотостудії в Батлфорді, Саскачеван (1891), Мейпл-Крік (1897), і Медисин-Гет, Альберта (1897).

## Життєпис
Народилася в Торонто, Онтаріо, Канада (яка на той час була провінцією Канада) 31 жовтня 1854 року в родині Агнес та Чарльза Фіцгіббонів. Джеральдін була внучкою письменниці Сусанни Муді і далекою родичкою Кетрін Парр Трейл.
Одружилася зі своїм далеким родичем Джоном Дугласом Муді в Англії в 1878 році, з яким повернулася до Канади, спочатку переїхавши до західної Канади. Певний час займалася з чоловіком фермерським господарством у Манітобі, а потім переїхали до Оттави. У 1885 році чоловік отримав призначення в Північно-Західній поліції (NWMP). Народила в шлюбі шістьох дітей.
Джеральдін Муді померла в 1945 році у віці 90 років, похована на кладовищі Бернсленд в Калгарі, штат Альберта, Канада.

## Фотокар'єра

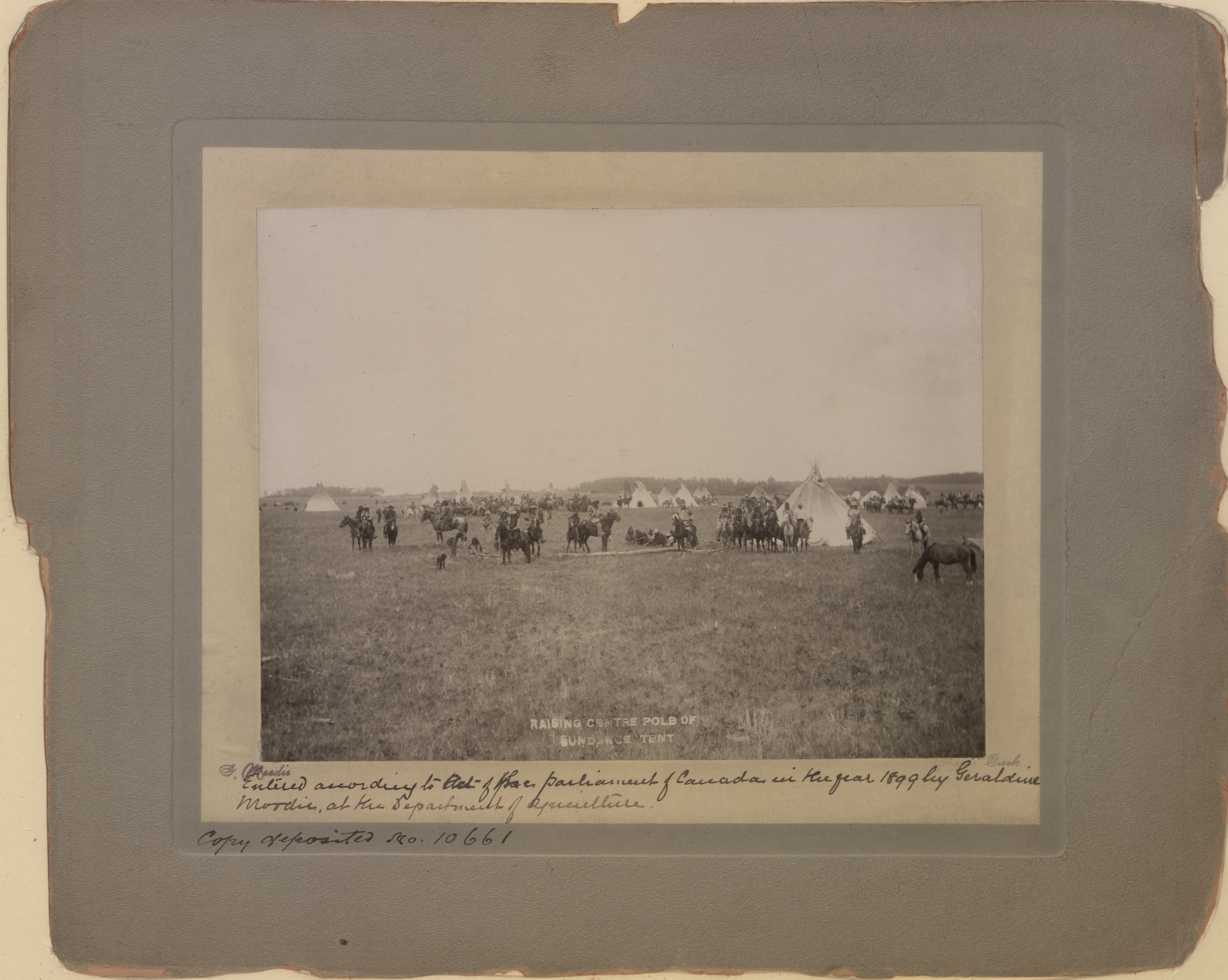
«Підняття центрального шеста намету», 1899

Живучи у сільській Канаді на рубежі XX століття, Джеральдін Муді знаходилася у світі чоловічого домінування та відсутності жінок із помітним соціальним статусом. Попри це, вона була набагато успішнішою та впливовішою, ніж її столичні колеги.
Окрім портретів, Муді фотографувала кінну поліцію, фермерство та польові квіти. Вона часто супроводжувала чоловіка у подорожах, фотографуючи Інну в районі Гудзонової затоки (1904—1909). Також знімала навколо міста Реджайна (1910—1911). Багато її світлин були пов'язані з роботою чоловіка на канадській тихоокеанській залізниці і були частиною його доповідей прем'єр-міністру Вільфреду Лор'є та представникам КТЗ.
У своїх працях Джеральдін Муді згадувала про необхідність модифікувати свою техніку через відблиски снігу та сувору погоду.

## Спадщина
Фотографії Муді знаходяться в постійних музейних колекціях, зокрема, Музею Гленбоу в Альберті, Канада; Британського музею у Лондоні, Англія; та інших.
Марка із зображенням фотографії Муді, Koo-tuck-tuck, була випущена 22 березня 2013 року Canada Post як частина їх серії Canadian Photography. На ній зображена традиційно одягнена інуїтська жінка.
Роботи Джеральдін Муді були частиною виставки 2017 р. «See North of Ordinary, The Arctic Photographs of Geraldine and Douglas Moodie» у музеї Гленбоу.

## Публікації
- White, Donny (1998). In Search of Geraldine Moodie. Regina, Canada: University of Regina Press. ISBN 9780889771109. Архів оригіналу за 8 листопада 2021. Процитовано 9 березня 2021.
- White, Donny (1999). Geraldine Moodie, An Inventory. Regina, Canada: University of Regina Press. ISBN 9780889770997.